# Bois-Colombes
Bois-Colombes é uma comuna francesa na região administrativa da Ilha-de-França, no departamento dos Altos do Sena. Estende-se por uma área de 1,92 km². Em 2010 a comuna tinha 28 706 habitantes (densidade: 14 951 hab./km²).

## Toponímia
Em 1851, o censo de Colombes relatou 17 habitantes no "Bois de Colombes" ("Bosque de Colombes"). Anteriormente, era uma área arborizada (ver Carta de Cassini) localizada a meio caminho entre as vilas de Asnières-sur-Seine e de Colombes.

## História

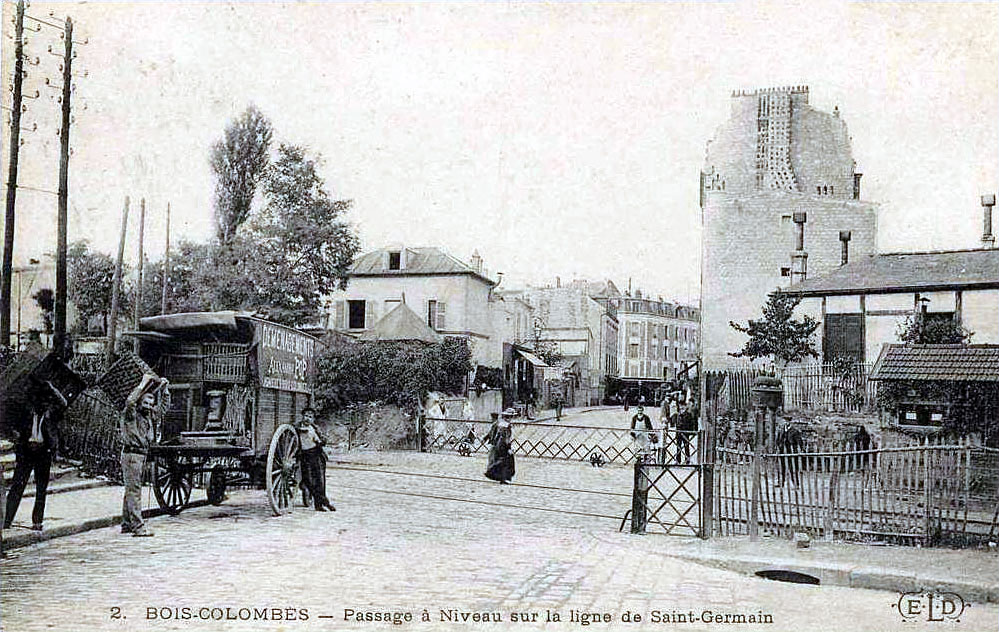
A passagem de nível sobre a linha de Saint-Germain. A comuna deve a sua existência à chegada da ferrovia.

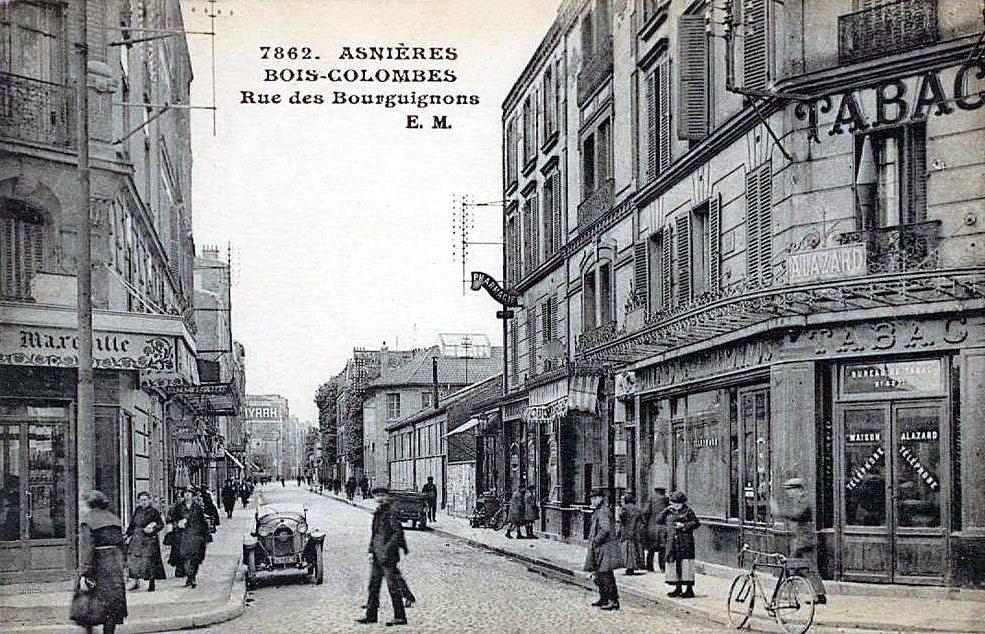
A rue des Bourguignons marca o limite entre Asnières-sur-Seine e Colombes.

## Geminação
Bois-Colombes é geminada com:
- Neu-Ulm (Alemanha) desde 1966[2]